# تله‌موش

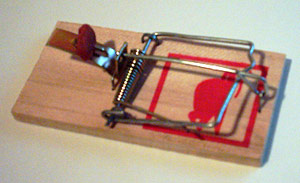
یک تله‌موش فنرخوابیده

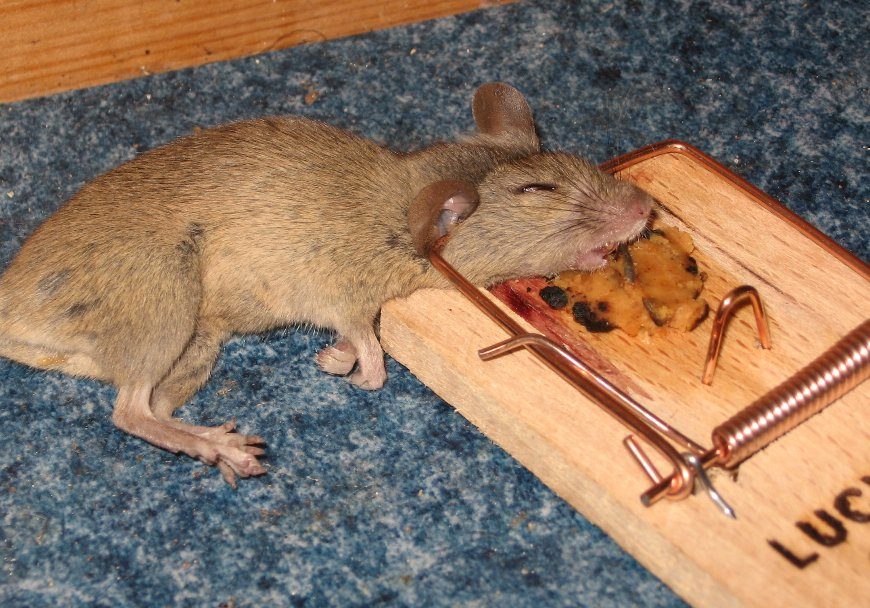
موش کشته‌شده توسط یک تله‌موش

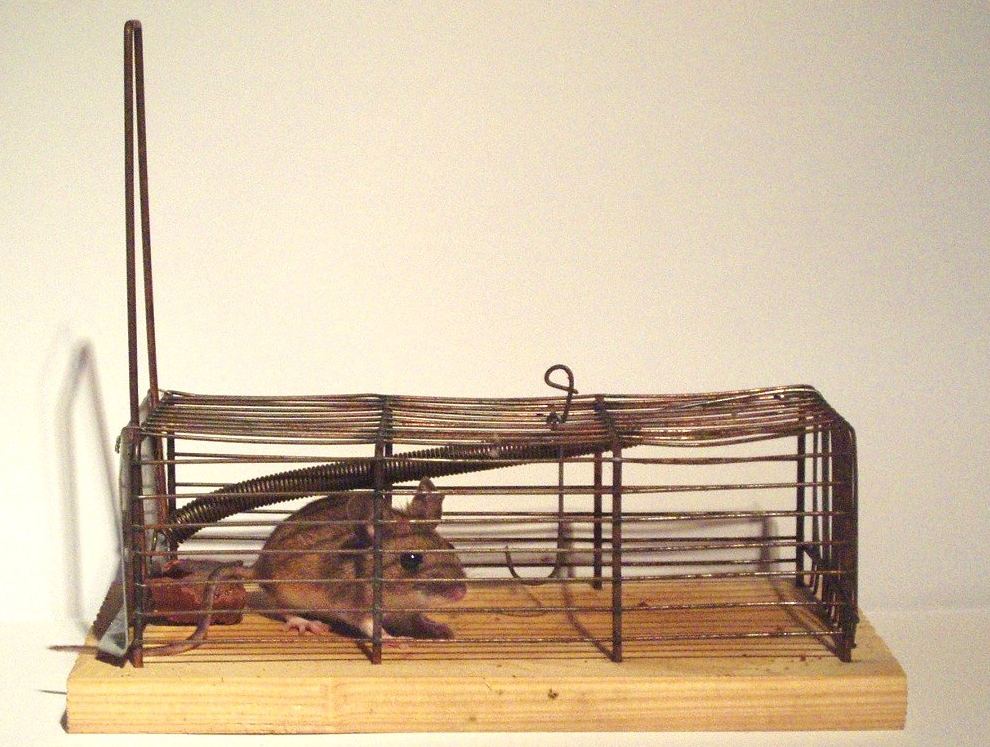
تله‌موش محفظه‌ای با طعمهٔ شکلات

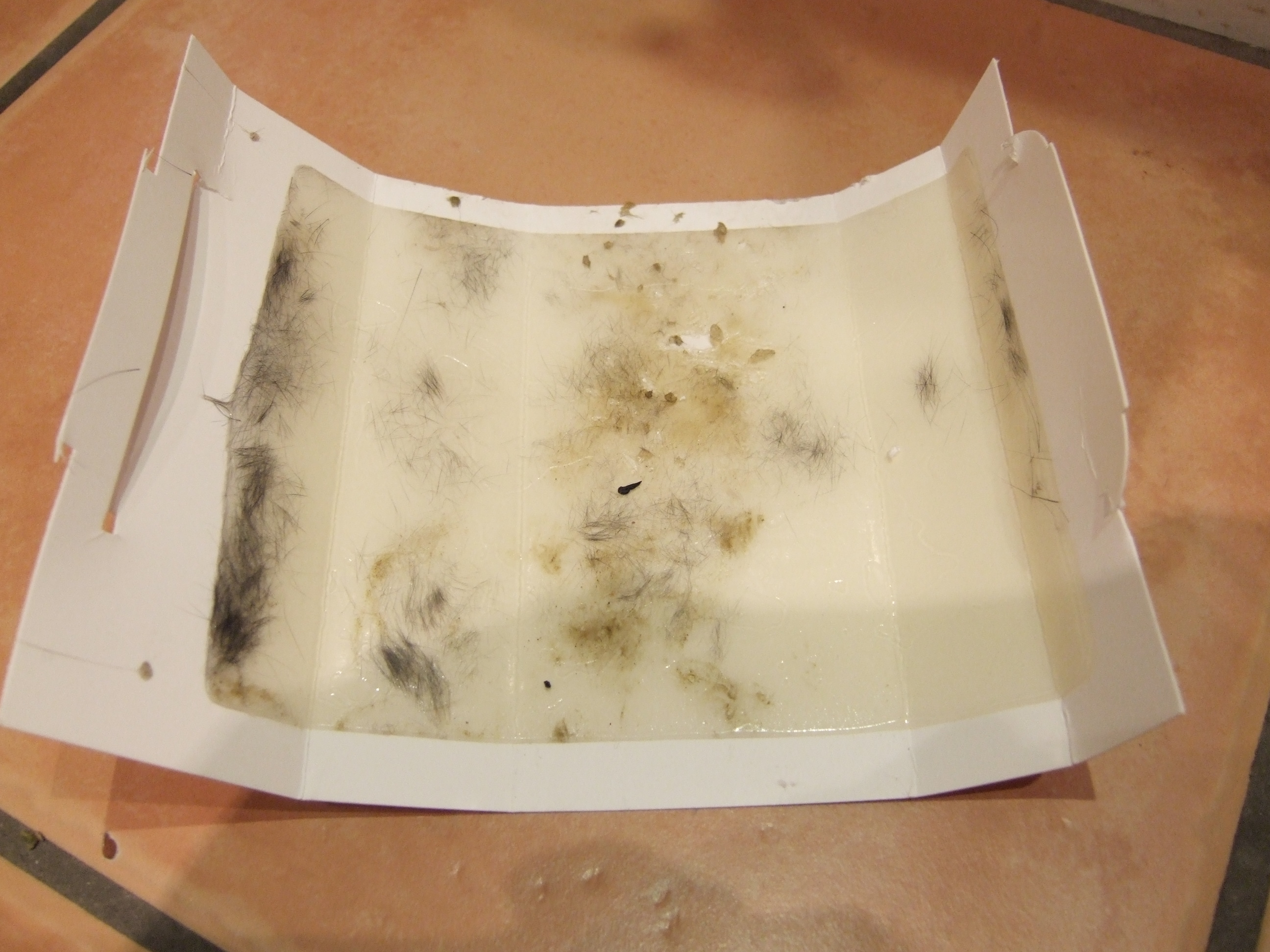
موشی که در این تله‌موش چسبی گیر افتاده بوده توانسته خود را رها کند.

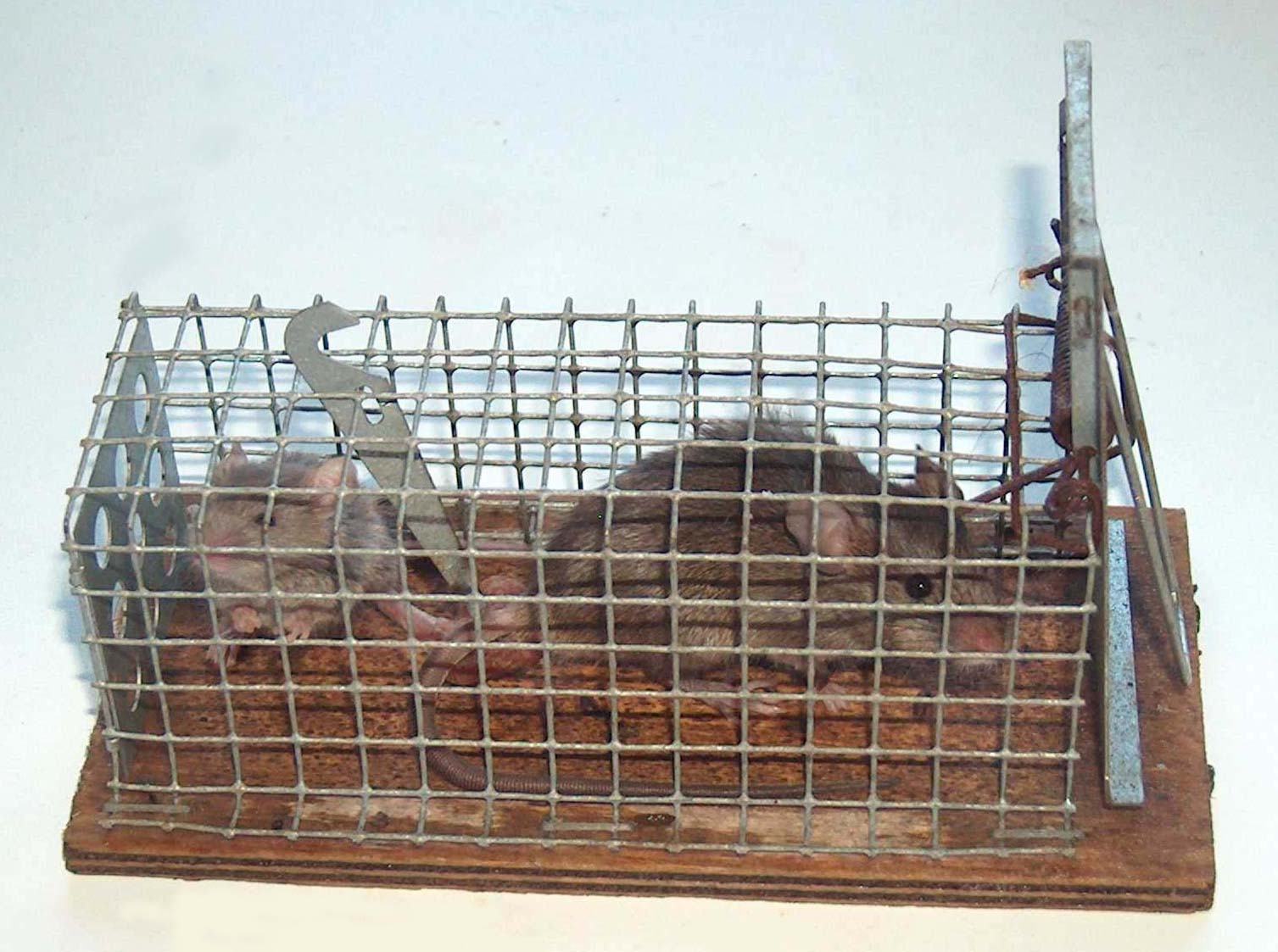
دو موش با هم گیر افتاده‌اند. طعمه: (کالباس)

تَله‌موش ابزاری است برای به تله انداختن جوندگان کوچک به‌ویژه موشهای خانگی. این ابزار معمولاً از یک تختهٔ کوچک چوبی، یک میلهٔ مربع‌شکل، یک فنر و یک چنگک برای قرار دادن طعمه (پنیر) تشکیل شده‌است.
گونه‌های دیگر تله‌موش عبارت‌اند از محفظه‌ای و چسبی.